# Diplothectis chionochalca
Diplothectis chionochalca är en fjärilsart som beskrevs av Edward Meyrick 1892.
Diplothectis chionochalca ingår i släktet Diplothectis och familjen rullvingemalar. Inga underarter finns listade i Catalogue of Life.